# فيك فارغاس
فيك فارغاس هو ممثل فلبيني، ولد في 28 مارس 1939 في الفلبين، وتوفي في 19 يوليو 2003 في باساي في الفلبين.

## وصلات خارجية
- فيك فارغاس على موقع IMDb (الإنجليزية)
- فيك فارغاس على موقع قاعدة بيانات الفيلم (الإنجليزية)